# Joaquín Gutiérrez Heras
Joaquín Gutiérrez Heras (Tehuacán, Puebla  28 de noviembre de 1927 - México D.F., 3 de marzo de 2012) fue un compositor y académico mexicano.

## Semblanza biográfica
Estudió arquitectura en la Universidad Nacional Autónoma de México, pero abandonó la carrera para dedicarse a la música. Comenzó a internarse en la música de forma autodidacta, y en el año de 1950 ingresó al Conservatorio Nacional de Música, donde estudió chelo con Imre Hartman y composición con Rodolfo Halffter y Blas Galindo. En 1952 recibió una beca del Instituto Francés de América Latina para estudiar en el Conservatorio de París, donde tuvo como tutores a Nadia Boulanger, Jean Rivier y Olivier Messiaen; en 1960 fue becado por la Fundación Rockefeller para estudiar en la Juilliard de Nueva York en donde se graduó como compositor al año siguiente.
Fue director de Radio UNAM de 1966 a 1978, maestro de análisis en el Conservatorio Nacional de 1969 a 1970 y de composición en el taller del Instituto Nacional de Bellas Artes (INBA) de 1974 a 1977.
Fue uno de los fundadores del grupo «Nueva Música de México». Algunas de sus composiciones, que incluyen obras para conjuntos de cámara, corales y orquestales, han sido publicadas por Ediciones Mexicanas de Música y la UNAM, y el Cenidim presentó un disco compacto dedicado a su música de cámara. También compuso música para ballet, teatro, música didáctica y varias partituras para cine, que han sido premiadas varias veces con la Diosa de Plata y, en tres ocasiones con el Premio Ariel. Fue compositor invitado por la American Composers Orchestra, para la Semana de Música Mexicana realizada en Nueva York, e ingresó como académico de número en la Academia de Artes. Fue miembro del consejo editorial para la Colección de Música Sinfónica Mexicana, que publica la Dirección de Difusión Cultural de la UNAM y Ediciones Mexicanas de Música, A. C.

## Premios y distinciones
- Becario del Fondo Nacional para la Cultura y las Artes.
- Doctorado honoris causa por la Universidad Nacional Autónoma de México.
- Premio Nacional de Ciencias y Artes en el área de Bellas Artes en 2006.
- 8 nominaciones a los premios Ariel, 3 de las cuales ha sido ganador.

| Ceremonia | Año  | Categoría       | Película                    | Ganador |
| --------- | ---- | --------------- | --------------------------- | ------- |
| XIV       | 1972 | Música de fondo | Cayó de la gloria el diablo | No      |
| XV        | 1973 | Música de fondo | Los cachorros               | No      |
| XX        | 1978 | Música de fondo | Naufragio                   | Sí      |
| XX        | 1978 | Música de fondo | La casta divina             | No      |
| XXI       | 1979 | Música de fondo | Los indolentes              | Sí      |
| XXVI      | 1984 | Música de fondo | El corazón de la noche      | Sí      |
| XXXII     | 1990 | Música de fondo | Zapata en Chinameca         | No      |
| XXXVI     | 1994 | Música de fondo | Novia que te vea            | No      |

## Obras
Gutiérrez Heras compuso principalmente en tres rubros, música de cámara, música para cine, y música sinfónica. Aunque logró mayor reconocimiento en la creación de música para cine.
La escena sinfónica Los cazadores fue compuesta para un ballet que no llegó a realizarse. La idea del coreógrafo era el acoso, la persecución y la muerte de un ser individual a manos de un grupo tribal. La música puede inscribirse hasta cierto punto en el nacionalismo mexicano no folkorizante, se divide en tres secciones: una introducción lenta que gradualmente se convierte en un allegro (grupo tribal), una sección media llena de presagios (la víctima) y  un allegro final (la persecución). Los cazadores se tocó por primera vez en julio de 1965, con la Orquesta Sinfónica Nacional bajo la dirección de Eduardo Mata.
Night and day music fue escrita en 1973 por encargo de la American Wind Symphony Orchestra de Pittsburg, una orquesta únicamente formada por maderas, metales y percusiones. La música es libremente atonal, aunque emplea en ciertos momentos procedimientos derivados del serialismo. Consiste en dos secciones contrastantes; la primera es un nocturno, la segunda una especie de fanfarria.